# Afghanistan i olympiska sommarspelen 1980
Afghanistan deltog med 11 deltagare i två sporter vid de olympiska sommarspelen 1980 i Moskva. Ingen av landets deltagare erövrade någon medalj.

## Boxning
Bantamvikt
- Ahmad Nesar
  - Första omgången — Bye
  - Andra omgången — Förlorade mot Ayele Mohammed (Etiopien)

Fjädervikt
- Esmail Mohammad
  - Första omgången – Bye
  - Andra omgången – Förlorade mot Rudi Fink (Östtyskland)

Lättvikt
- Rabani Ghulam
  - Första omgången – Förlorade mot Jong Jo-Ung (Nordkorea)

## Brottning
Herrarnas fristil
| Idrottare          | Gren  | Omgång 1                                                 | Omgång 2                                      | Omgång 3                                | Omgång 4             | Omgång 5             | Sista omgången       |
| Idrottare          | Gren  | Motståndare Resultat                                     | Motståndare Resultat                          | Motståndare Resultat                    | Motståndare Resultat | Motståndare Resultat | Motståndare Resultat |
| ------------------ | ----- | -------------------------------------------------------- | --------------------------------------------- | --------------------------------------- | -------------------- | -------------------- | -------------------- |
| Mohammad Aktar     | 48 kg | Mohammed Jabbar (IRQ) Vinst genom fall                   | Jan Falandys (POL) 0-23                       | Jang Se-Hong (PRK) Förlust genom fall   | Gick inte vidare     | Gick inte vidare     | Gick inte vidare     |
| Mohammad Aynutdin  | 52 kg | Koce Efremov (YUG) Förlust genom fall                    | Nguyen Kim Thieng (VIE) Vinst genom fall      | Jang Dok-Ryong (PRK) Förlust genom fall | Gick inte vidare     | Gick inte vidare     | Gick inte vidare     |
| Mohammad Halilula  | 57 kg | Carlos Hurtado (PER) 11-12                               | Aurel Neagu (ROU) Förlust genom förverkande   | Gick inte vidare                        | Gick inte vidare     | Gick inte vidare     | Gick inte vidare     |
| Khojawahid Zahedi  | 74 kg | Bani Merje Fawaz (SYR) Vinst genom fall                  | Reinhold Steingräber (GDR) Förlust genom fall | Dök inte upp                            | Gick inte vidare     | Gick inte vidare     | Gick inte vidare     |
| Ahmadjan Khashan   | 82 kg | Henryk Mazur (POL) Förlust genom passivitet              | Dök inte upp                                  | Gick inte vidare                        | Gick inte vidare     | Gick inte vidare     | Gick inte vidare     |
| Ibrahim Shudzandin | 90 kg | Dashdorjiin Tserentogtokh (MGL) Förlust genom passivitet | Amadou Diop (FRA) 4-7                         | Gick inte vidare                        | Gick inte vidare     | Gick inte vidare     | Gick inte vidare     |

Herrarnas grekisk-romersk
| Idrottare       | Gren  | Omgång 1                                      | Omgång 2                                           | Omgång 3             | Omgång 4             | Omgång 5             | Sista omgången       |
| Idrottare       | Gren  | Motståndare Resultat                          | Motståndare Resultat                               | Motståndare Resultat | Motståndare Resultat | Motståndare Resultat | Motståndare Resultat |
| --------------- | ----- | --------------------------------------------- | -------------------------------------------------- | -------------------- | -------------------- | -------------------- | -------------------- |
| Sanay Ghulam    | 62 kg | István Tóth (HUN) Förlust genom fall          | Stelios Mygiakis (GRE) Förlust genom passivitet    | Gick inte vidare     | Gick inte vidare     | Gick inte vidare     | Gick inte vidare     |
| Sakhidad Hamidi | 68 kg | Andrzej Supron (POL) Förlust genom passivitet | Buyandelgeriin Bold (MGL) Förlust genom passivitet | Gick inte vidare     | Gick inte vidare     | Gick inte vidare     | Gick inte vidare     |